# Alsen
Alsen est une paroisse suédoise située dans la commune de Krokom, dans le Comté de Jämtland. Alsen se trouve à environ 50 km d'Östersund, sur les bords du lac Alsensjön.
La paroisse est mentionnée dès le Moyen Âge. Les premières mentions écrites du nom d'Alsen remontent à 1344 (« Alsnø »). Les pétroglyphes de Glösa ont été gravées environ 3000 av. J.-C.
Jusqu'à 1974, Hov a été chef-lieu de l'ancienne commune d'Alsen.

## Localités
- Alsen (Hov)
- Bleckåsen
- Glösa
- Kluk
- Kougsta
- Trångsviken
- Valne
- Vången

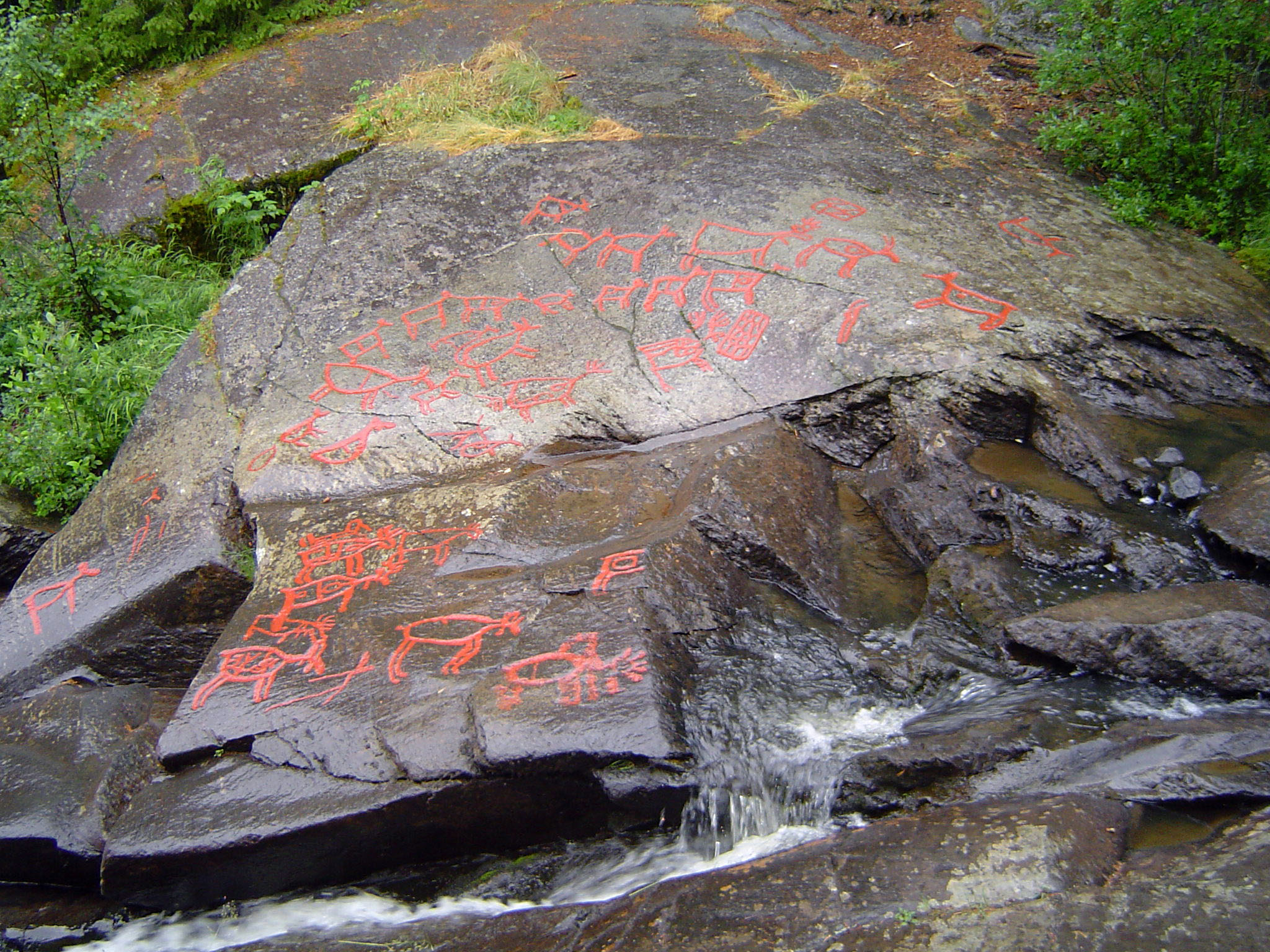
Les pétroglyphes de Glösa
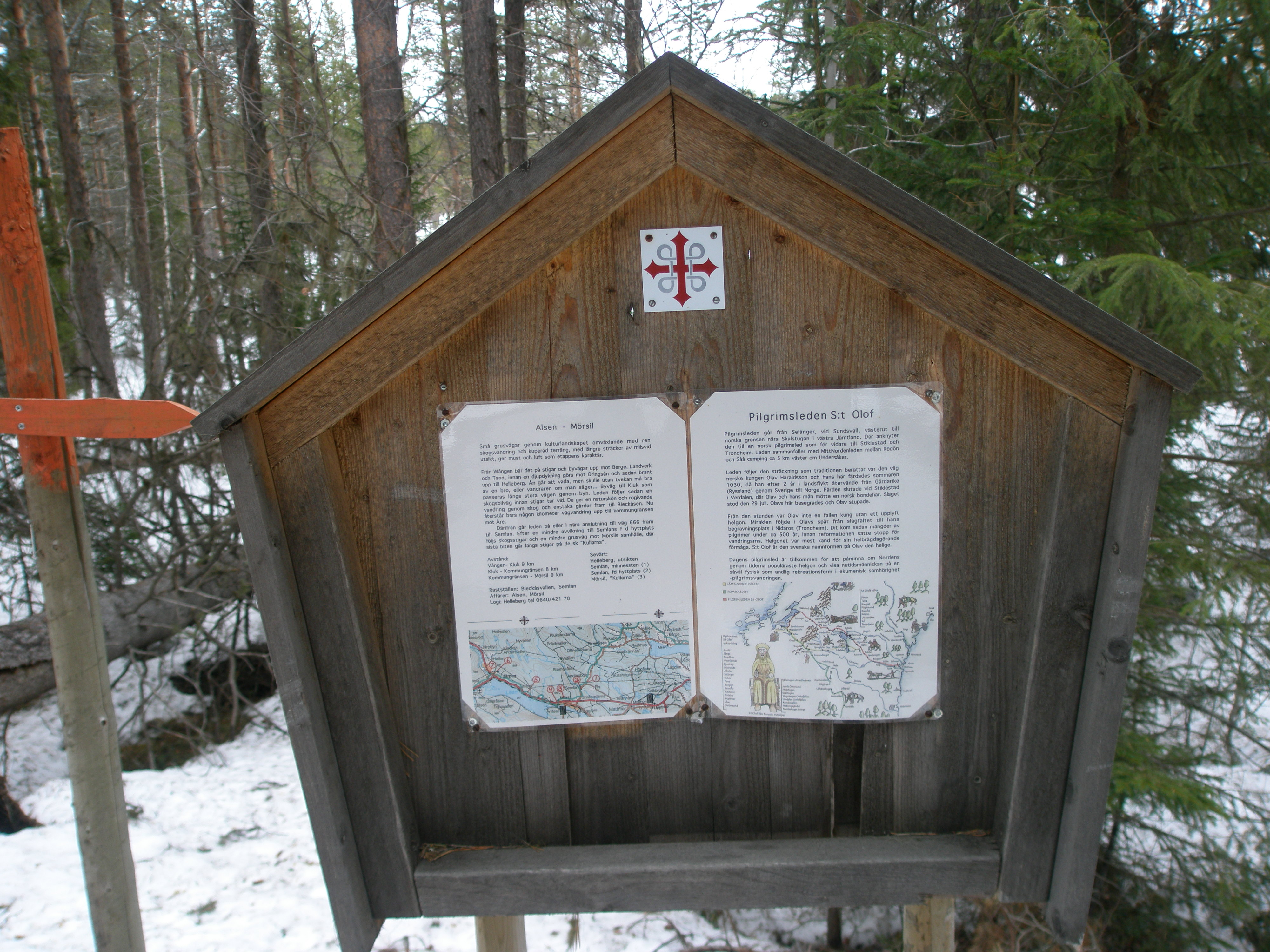
Le pèlerinage de Saint Olaf passe par Alsen. L'étape ultime du pèlerinage est la Cathédrale de Nidaros à Trondheim
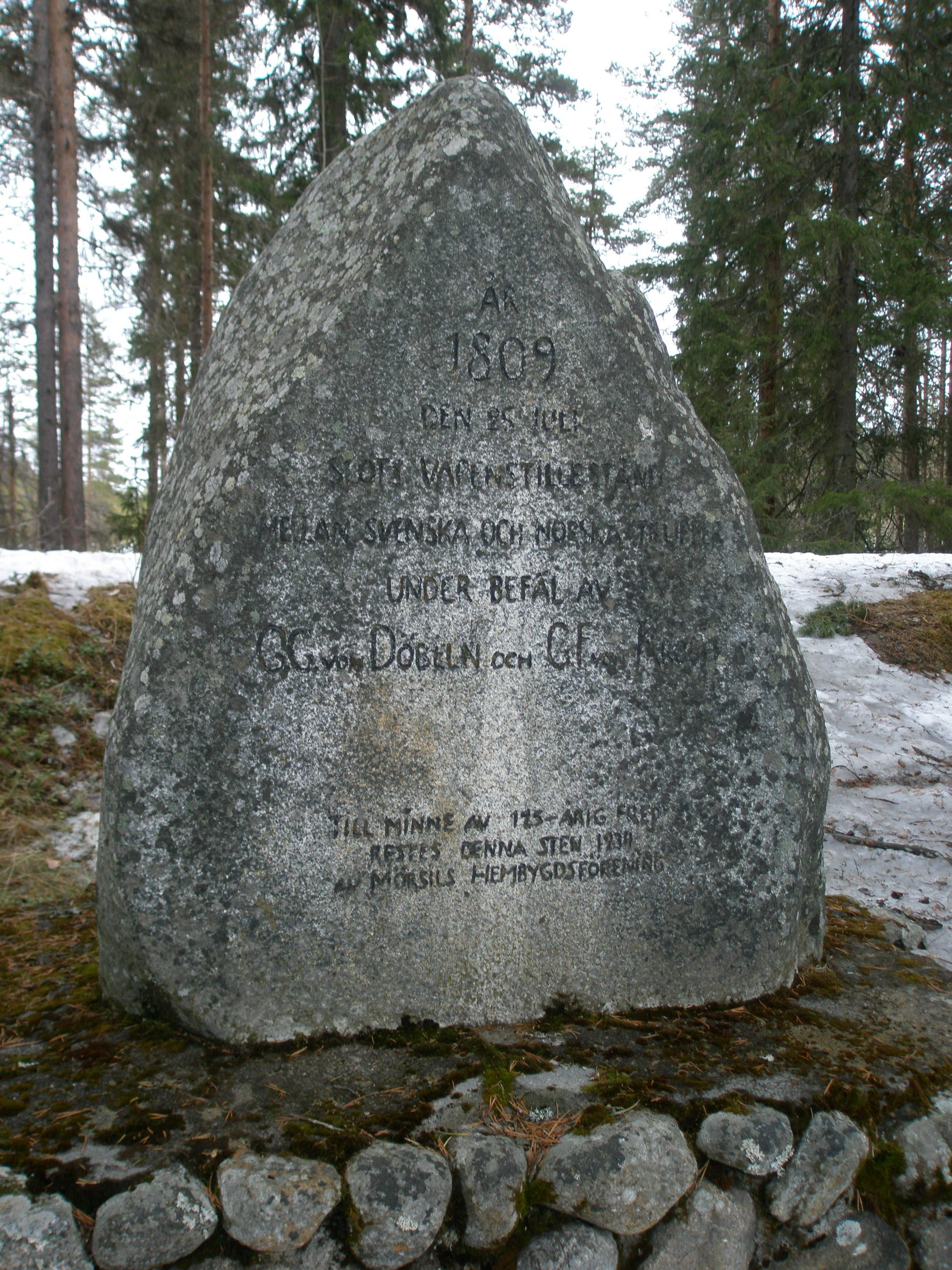
La paix de Bleckåsen est signée le 25 juillet 1809 entre la Suède et la Norvège
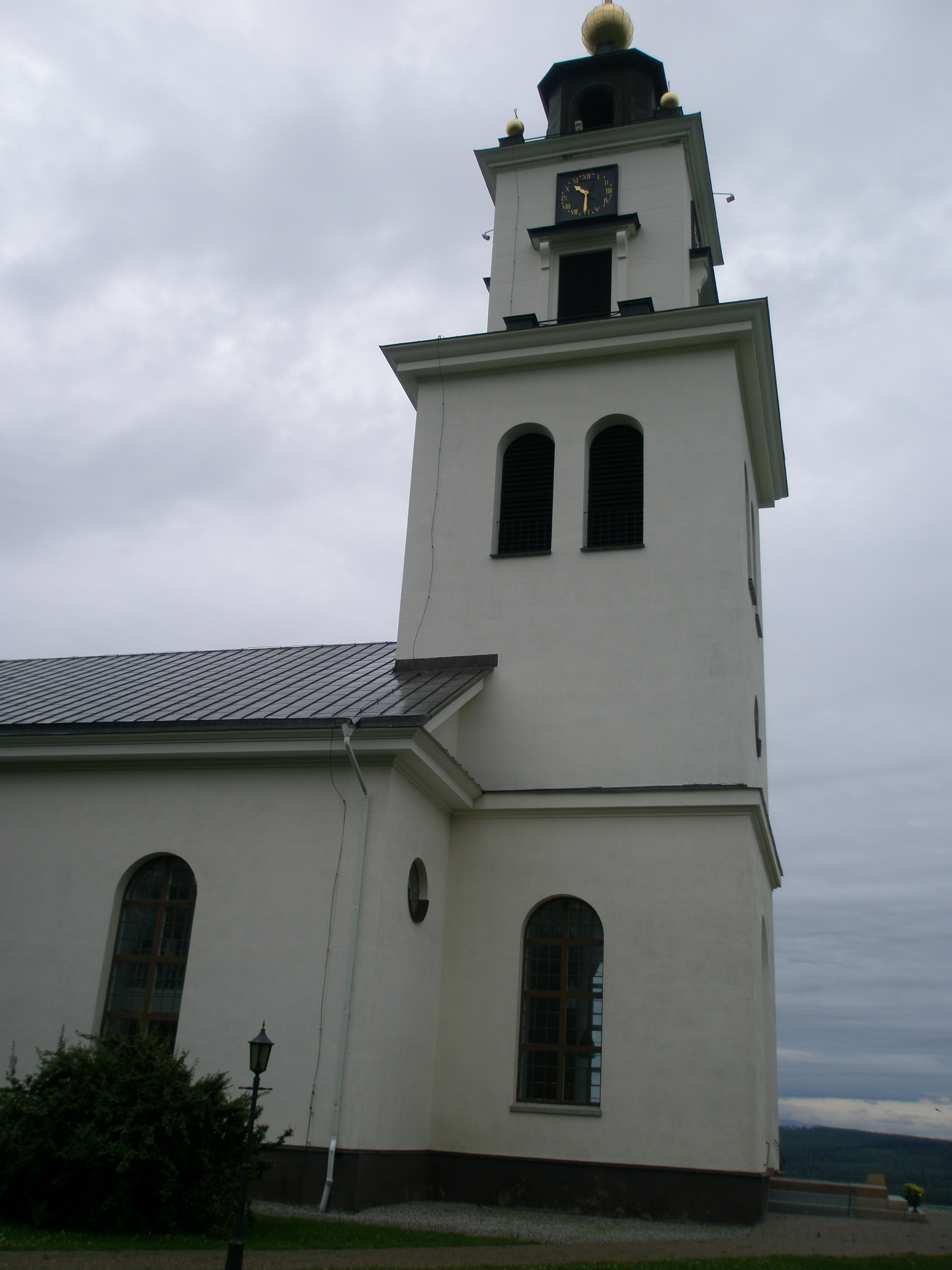
L'église d'Alsen se trouve à Hov